# 2
Évszázadok: i. e. 1. század – 1. század – 2. század
Évtizedek: i. e. 40-es évek – i. e. 30-as évek – i. e. 20-as évek – i. e. 10-es évek – i. e. 1-es évek – 1-es évek – 10-es évek – 20-as évek – 30-as évek – 40-es évek – 50-es évek
Évek: i. e. 4 – i. e. 3 – i. e. 2 – i. e. 1 –  1 – 2 – 3 – 4 – 5 – 6 – 7

## Események

### Római Birodalom
- Publius Viniciust (júliustól Publius Cornelius Lentulus Scipio helyettesíti) és Publius Alfenius Varust (helyettese Titus Quinctius Crispinus Valerianus) választják consulnak.
- A 18 éves Lucius Caesart, Augustus császár unokáját és egyik lehetséges utódját Hispaniába küldik, de útközben megbetegszik és Massiliában meghal.
- Tiberius anyja, Livia Drusilla Augusta eléri a császárnál, hogy fia magánemberként visszatérhessen rodoszi száműzetéséből Rómába.
- Augustus másik unokája, Caius Caesar a pártusokkal való tárgyalásai során eléri, hogy azok szabad kezet adjanak a rómaiaknak Örményországban. Augustus II. Ariobarzanész artapaténéi királyt nevezi ki az örmények uralkodójául. Caius Caesar azzal vádolja meg mellé adott mentorát, Marcus Lolliust (akivel már korábban összekülönbözött), hogy a pártusok megvesztegették. Lollius öngyilkos lesz.
- Caius Caesar tanácsadójaként keleten tartózkodik II. Juba mauretaniai király, aki megismeri Glaphyrát, Heródes fiának, Alexandrosznak az özvegyét, akibe beleszeret és első felesége néhány évvel későbbi halála után feleségül vesz.

### Kína
- Vang Mang kínai régens kiszorítja a rivális udvari pártokat és többek között hamis próféciákkal személyi kultuszt épít ki maga körül. Ravasz tervével eléri, hogy lányát válasszák ki Ping császár menyasszonyául.
- Az első kínai népszámlálás során 59 594 978 alattvalót írnak össze, mintegy 12 millió háztartásban.

## Halálozások
- Lucius Caesar, Marcus Vipsanius Agrippa és Julia Caesaris második fia
- Marcus Lollius, római politikus

## Fordítás
- Ez a szócikk részben vagy egészben  az   AD 2 című angol Wikipédia-szócikk ezen változatának fordításán alapul.  Az eredeti cikk szerkesztőit annak laptörténete sorolja fel. Ez a jelzés csupán a megfogalmazás eredetét és a szerzői jogokat jelzi, nem szolgál a cikkben szereplő információk forrásmegjelöléseként.